# Alam Pauh Duo
Alam Pauh Duo is een bestuurslaag in het regentschap Solok Selatan van de provincie West-Sumatra, Indonesië. Alam Pauh Duo telt 6559 inwoners (volkstelling 2010).